# Shelby Blackstock
Shelby Steven McEntire Blackstock (Nashville, Tennessee, 23 februari 1990) is een Amerikaans autocoureur. Hij is de zoon van countryzangeres Reba McEntire en haar man en manager Narvel Blackstock.

## Carrière
Blackstock begon zijn autosportcarrière op een raceschool van Bob Bondurant. Hij verliet zijn normale school om een fulltime autocoureur te worden. Hij maakte zijn eerste significante starts in Skip Barber-kampioenschappen in 2010 en 2011. In 2011 maakte hij tevens zijn professionele autosportdebuut in een Ford Mustang in de Continental Tire Sports Car Challenge. Tevens werd hij dat jaar vijfde in het Skip Barber National Championship.
In 2012 maakte Blackstock de overstap naar de U.S. F2000, waarin hij uitkwam voor het team Andretti Autosport. Hij eindigde als achtste in het kampioenschap met een vierde plaats op Road America als beste resultaat. In 2013 bleef hij voor Andretti rijden, maar stapte over naar het Pro Mazda Championship. Hij eindigde achter Matthew Brabham en Diego Ferreira als derde in het kampioenschap met één overwinning op Mosport Park en zes andere podiumplaatsen. In 2014 bleef hij in de Pro Mazda rijden voor Andretti, maar viel terug naar de vierde plaats in de eindstand en behaalde geen overwinningen.
In 2015 maakte Blackstock met Andretti de overstap naar de Indy Lights.